# Marina Gioti
Marina Gioti (griechisch Μαρίνα Γιώτη, * 1972 in Athen) ist eine griechische Videokünstlerin.

## Leben und Werk
Marina Gioti studierte Chemieingenieurwesen, Umweltmanagement (Master of Science), Film-, Medien- und Kommunikationswissenschaften (Master of Fine Arts) in Griechenland, Großbritannien und Belgien. 2017 war sie Residenzstipendiatin an der Akademie Schloss Solitude.
The invisible hands (2017) ist eine filmische Dokumentation, die Gioti gemeinsam mit Georges Salameh produzierte. Der Film handelt von dem amerikanischen Musiker Alan Bishop, der nach der Revolution in Ägypten 2011 nach Kairo reiste, um dort mit lokalen Musikern zu arbeiten.

## Filmografie (Auswahl)
- 2004: Your Girlfriend isn’t coming back (4 min.)
- 2005: b-alles (2 min.)
- 2009: The Secret School (11 min.)
- 2014: As to Posterity (12 min.)
- 2016: St. Marina (7 min.)
- 2017: The Invisible Hands (mit Georges Salameh, 93 min., Executive Producer Athina Rachel Tsangari), Documenta 14, Kassel